# Guido da Siena
Guido da Siena was een kunstschilder uit Siena. Hij leefde in de tweede helft van de 13e eeuw.

## Identificatie en stijl
Guido da Siena heeft lange tijd bekend gestaan als een vooruitstrevende kunstenaar die de weg plaveide voor Duccio (ca. 1255 – 1318/1319). Dit oordeel was gebaseerd op de Maestà van San Domenico, een gesigneerd schilderij van Guido da Siena dat 1221 was gedateerd en waarvan de gezichten overeenkomsten vertoonden met het werk van Duccio. In de loop van de twintigste eeuw kwamen de kunsthistorici echter tot de conclusie dat het schilderij in werkelijkheid uit de jaren 1270-1280 stamde en rond 1320 gedeeltelijk is overschilderd door een navolger van Duccio. Hetzelfde gebeurde met een schilderij van Coppo di Marcovaldo.
Retabel nr. 7, een ander werk dat aan Guida da Siena wordt toegeschreven op basis van een beschadigde inscriptie, laat zien dat zijn stijl aansloot bij de toen gangbare Italiaanse variant van de Byzantijnse stijl en dat hij beïnvloed was door schilders zoals de Florentijn Coppo di Marcovaldo.

## Werken

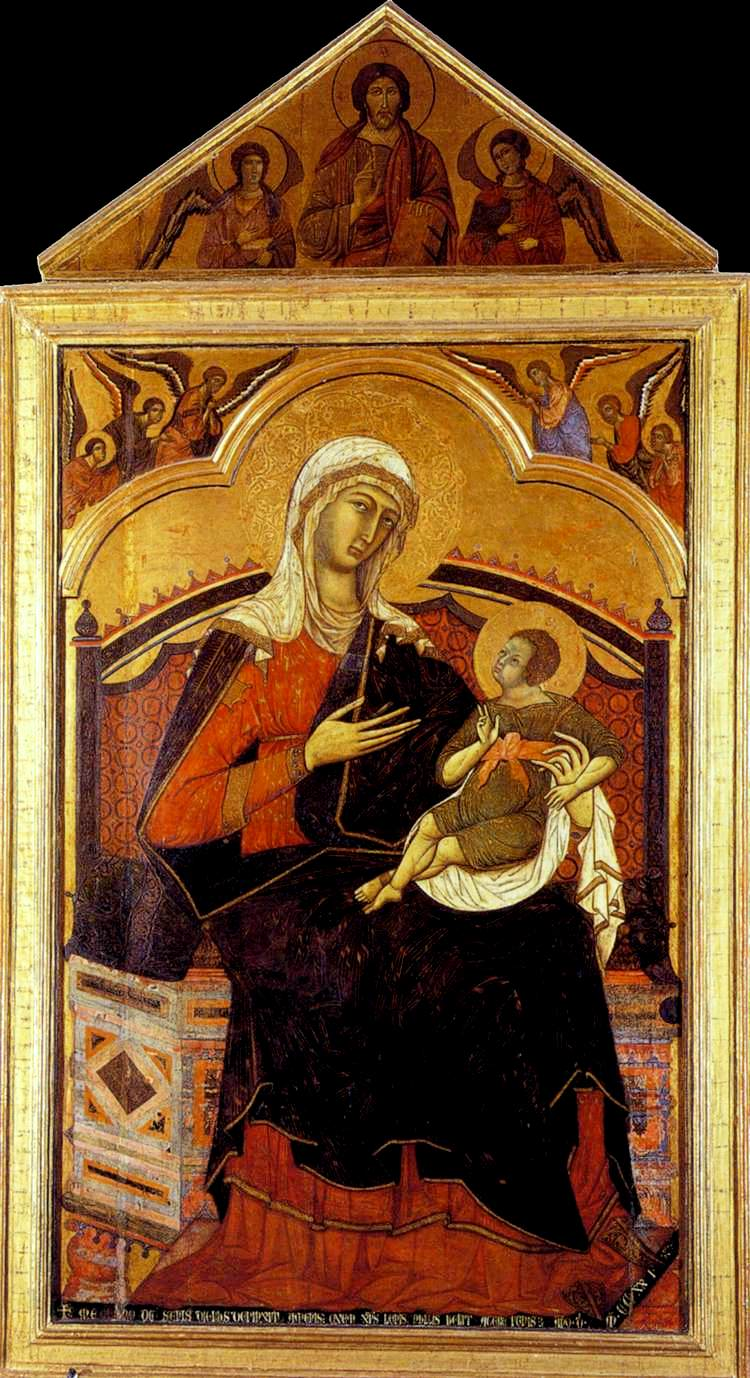
Guido da Siena, Maestà van San Domenico, ca. 283 x 194 cm, ca. 1270-1280, San Domenico, Siena; begin 14e eeuw deels overschilderd door een navolger van Duccio

Onderaan op de rand van de troon van de Maestà van San Domenico staat het rijmende Latijnse opschrift:
+ ME GUIDO DE SENIS DIEBUS DEPINXIT AMŒNIS: QUEM XRS LENIS NULLIS VELIT ANGERE PŒNIS ANO.D.M CCXXI.
Guido da Siena schilderde mij in bekoorlijke dagen, en moge de zachtaardige Christus hem met geen straffen benauwen Anno Domini 1221
Er zijn verschillende verklaringen gegeven voor het jaartal 1221 in het opschrift, dat waarschijnlijk oorspronkelijk op de lijst stond en op een later moment enigszins onhandig naar het schilderij is gekopieerd. Het zou een verschrijving kunnen zijn voor 1321, het jaar van de overschildering, of het kan verwijzen naar het sterfjaar van Dominicus.